# 紅花雨
《紅花雨》是台灣政治性群眾運動歌曲，由小蟲、洪宇作詞，小蟲、Johnny Chen H.作曲，歌手趙詠華演唱，原名「家就在這裡」，曲調是小蟲的兒歌創作。詞、曲首次出現於2005年，抗議時任中華民國總統陳水扁涉及國務機要費等一堆巨貪弊案的「百萬人民倒扁運動」中，改稱「紅花雨」。歌詞創作晚於旋律，以該運動訴求主色系-紅為象徵。施明德曾带领百万民众在中华民国总统府前高唱该曲。
2019年6月由前高雄市長韓國瑜興起的集會運動中，人民帶著國旗、穿著國旗衣，戴著國旗帽共同響應，並創造了各地集會運動的人數記錄，紅花雨也成了活動的主要宣傳曲之一。

## 創作歷程與演出波折
根據創作者小蟲表示，該曲取材靈感來自童歌。原本希望由許景淳、潘越雲、黃小琥以及趙詠華一同演唱，但除趙外餘三人表示不願涉入政治，故最終由趙詠華一人唱完全曲，並於「倒扁」運動中現身演出。報載作者小蟲對另外受邀之歌手有微詞，建議彼等以後不必再唱作者的任何創作。
小蟲亦曾表示，未來希望改編此曲的排灣族版本與兒童演唱版，但兒童演唱版顧慮「政治誤導兒童」而做罷，排灣族版也未見下文。
羅大佑、胡德夫等歌手在倒扁運動現場，也曾帶唱雨夜花、補破網、黃昏的故鄉、媽媽請你也保重、美麗島等歌曲，但運動後期僅剩「紅花雨」最受傳唱。該等歌曲中，僅有「美麗島」、「紅花雨」是國語歌曲，其餘皆是閩南語歌曲。而「紅花雨」歌詞大眾化，旋律簡明，並極能反映台灣中北部地區中產階級的政治態度和情緒，同時表現感傷、失落、與疏離，而特別受到參與運動群眾的青睞。

## 歌词节录
红花开　红的心　红的好美丽
为了你　等下去　我还在这里
人不再　错花季　云浓月怎明
伤了心　不离弃　落成红花雨
花若开　若有你　花才会美丽
盼望你　回头看　我还在这里
记得你　那一天　红红的眼睛
你的脸　你身影　笑容随你去
在一起　流眼泪　一起看星星
能有幸　能相遇　永远不忘记
飘着雨　迎著风　雨过盼风清
你牢记　我牢记　家就在这里
红花开　红的心　红的好美丽
为了你　等下去　我还在这里
飘着雨　迎著风　雨过盼风清
你牢记　我牢记　家就在这里

## 外部連結
- 歌詞與簡譜 （页面存档备份，存于）
- 影像版 （页面存档备份，存于）
- 有關創作歷程之報導 （页面存档备份，存于）